# Progettazione centrata sull'utente
La Progettazione centrata sull'utente o in inglese: user-centered design (UCD) è una filosofia di progettazione e un processo nel quale ai bisogni, ai desideri e ai limiti dell'utente sul prodotto finale è data grande attenzione in ogni passo del processo di progettazione per massimizzare l'usabilità del prodotto stesso.

## Descrizione
L'UCD è caratterizzato da un processo di risoluzione di problemi multi-livello che non solo richiede ai progettisti di analizzare e prevedere come l'utente userà il prodotto finale, ma anche di verificare e validare i loro assunti considerando il comportamento dell'utente in verifiche di usabilità e accessibilità (test di user Experience) nel mondo reale.
Queste verifiche e test sono necessari e molto spesso molto difficili da capire intuitivamente a priori per i progettisti di un prodotto che sono alle prime armi nella loro esperienza di progettazione.
La differenza da altri metodi di progettazione è che UCD prova dunque a ottimizzare il prodotto intorno ai bisogni e desideri degli utenti sull'uso di un prodotto, piuttosto che forzare gli utenti a cambiare il loro comportamento per accogliere il prodotto ad esempio tramite tecnologie assistive sviluppate a posteriori per i soggetti diversamente abili.